# تلمبة جمعة شهيدي (هشيوار)
تلمبة جمعة شهيدي (بالإنجليزية: Tolombeh-ye Jameh Shahidi)‏ هي منطقة سكنية تقع في إيران في فارس.